# Mario Massa (cantante)
Mario Massa (vero nome: Aniello Massa; Napoli, 12 maggio 1876 – Napoli, 5 dicembre 1936) è stato un cantante italiano.

## Biografia
Nato a Napoli, in Largo Santa Caterina da Siena, il 12 maggio 1876, figlio di un vinaio, il giovane Aniello studiò al Conservatorio di San Pietro a Majella per poi perfezionarsi in Svizzera, al Conservatorio di Zurigo. Nel 1904 debuttò al Teatro San Carlo di Napoli nella Lucia di Lammermoor e nella Traviata, e dopo aver interpretato la parte di Mario Caravadossi nella Tosca pucciniana, cambiò il suo nome di battesimo prendendolo da tale personaggio.
Dotato di una voce da tenore possente ed allo stesso tempo ricca di delicati fraseggi, passò senza difficoltà dall'opera lirica alla canzone napoletana, della quale fu uno dei massimi interpreti, riscuotendo enorme successo con richieste di esibizioni provenienti da teatri di tutto il mondo. Sua fu la prima incisione della famosissima canzone Torna a Surriento, effettuata nel giugno del 1905, pochi mesi dopo la sua pubblicazione ufficiale con i diritti. Tra le sue esecuzioni, si ricordano anche: Primmamatina, Nun t'affaccià, 'A calamita mia, Core 'e mamma, 'A frangesa, Tarantella luciana, Pusilleco addiruso e Guì, guì!. Nel 1916 lanciò al successo, nella Piedigrotta La Canzonetta, il brano di Aniello Califano e Nicola Valente Tiempe belle (conosciuta anche come Tiempe belle è 'na vota) che divenne il suo cavallo di battaglia per tutta la sua carriera.
Incise poi numerosi dischi per varie case discografiche, come la Società Nazionale del Grammofono di Milano, La voce del padrone, Favorite Record, Columbia, Odeon, Pathè e la gloriosa etichetta Phonotype.
Nel 1932 fu tra i protagonisti del Festival della canzone napoletana organizzato al Casinò di Sanremo.
Negli ultimi anni della sua carriera gli fu conferita l'alta onorificenza di cavaliere. Continuò ad esibirsi fino a pochi mesi prima della sua morte, avvenuta il 5 dicembre 1936 a causa di un attacco cardiaco che lo costrinse a letto paralizzato.